# Natalya Kovshova
Natalya Kovshova (em russo: Наталья Ковшова, 26 de novembro de 1920 – 14 de agosto de 1942) foi uma sniper soviética que combateu na Grande Guerra Patriótica.
Ela lutou com a sua amiga Mariya Polivanova que atuou como seu auxiliar. Natalya lutou com bravura durante a guerra; ela foi morta em comabate contra os alemães da Wehrmacht perto de Novgorod, em agosto de 1942. Ela foi postumamente condecorada com o título de Heroína da União Soviética, a mais alta condecoração por bravura da União Soviética, em 14 de fevereiro de 1943.